# フラメンゴ

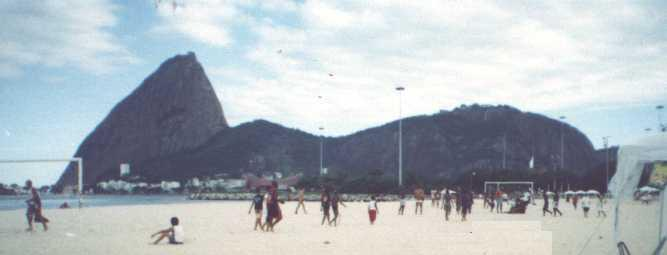
フラメンゴ・ビーチ

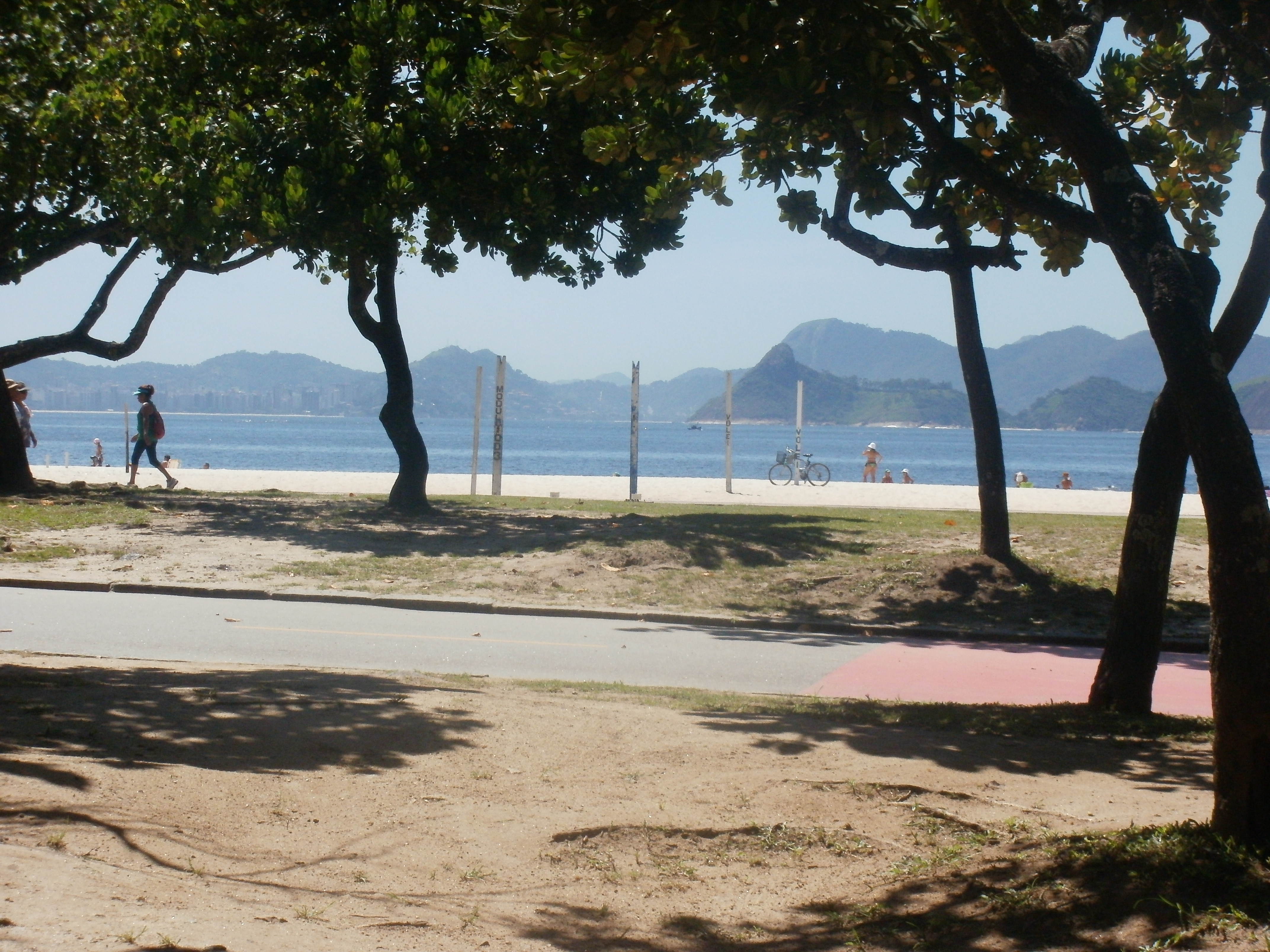
エドゥアルド・ゴメス公園

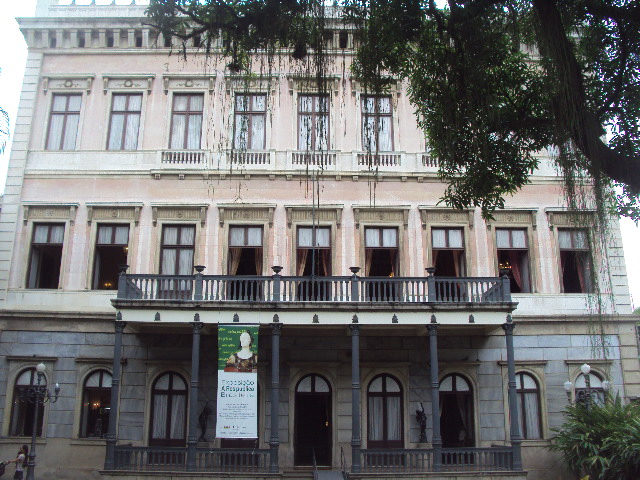
共和国博物館

フラメンゴ (Flamengo) は、リオ・デ・ジャネイロの地区。市中心部のすぐ南に位置する。
フラメンゴとは、ポルトガル語でフランドル人を意味する言葉である。この地名の由来は、1599年にオランダの航海者であるOlivier van Noortがここに上陸して市を侵略しようとしたからである。当時、ポルトガル人はオランダ人のことをフランドル人と呼んでいた.。
フラメンゴ地区は、カテテ地区とボタフォゴ地区の間に位置し、グアナバラ湾に面する。ビーチエリアはフラメンゴ公園、正式名称エドゥアルド・ゴメス公園となっている。この公園は1965年に作られ、1.2 km²の広さを持つ。この地区には、地下鉄のフラメンゴ駅、Largo do Machado駅、カテテ駅から行くことができ、またバス路線が多く走っている。フラメンゴは市中心部に近く、またコルコバードのキリスト像やポン・ジ・アスーカルの見事な眺めを楽しむことができる。近年では、この地区は中産階級の住宅街となっている。Senador Vergueiro, Marquês de Abrantes, Praia do Flamengo, PaissanduとAvenida Infante Dom Henriqueなどがメインストリートであり、市の中心部とこの町を結んでいる。また、日本のリオ・デ・ジャネイロ総領事館はこのフラメンゴに置かれている。